# Cordia magnoliifolia
Cordia magnoliifolia är en strävbladig växtart som beskrevs av Adelbert von Chamisso. Cordia magnoliifolia ingår i släktet Cordia, och familjen strävbladiga växter. Inga underarter finns listade i Catalogue of Life.